# Gyanógeregye
Gyanógeregye [ďanó-geredě] je obec v Maďarsku v župě Vas, spadající pod okres Szombathely. Vznikla v roce 1933 spojením dvou do té doby samostatných obcí Gyanó (západní část) a Geregye (menší, východní část). Nachází se asi 19 km jihovýchodně od Szombathely a asi 212 km jihozápadně od Budapešti. V roce 2015 zde žilo 146 obyvatel.
První písemná zmínka o osadě Gyanó pochází z roku 1233, o osadě Geregye podstatně později, a to z roku 1329. Název Gyanő vznikl z osobního jména Jenő, název Geregye ze starého slovanského jména Grde.
Obcí procházejí vedlejší silnice 8702 a 8703. V části Gyanó se nachází kaple Srdce Ježíšova, v Geregye zvonice. Protéká tudy potok Sorok.

## Sousední obce
| Růžice kompasu | Sorkifalud               | Nemeskolta   |               | Růžice kompasu |
| Růžice kompasu | Szentléránt (Sorkifalud) | Sever        | Rábatöttös    | Růžice kompasu |
| Růžice kompasu | Szentléránt (Sorkifalud) | Gyanógeregye | Rábatöttös    | Růžice kompasu |
| Růžice kompasu | Szentléránt (Sorkifalud) | Jih          | Rábatöttös    | Růžice kompasu |
| Růžice kompasu | Rábahídvég               |              | Püspökmolnári | Růžice kompasu |